# 新潟ゴルフ倶楽部
新潟ゴルフ倶楽部（にいがたゴルフくらぶ）は、新潟県新潟市西蒲区にあるゴルフ場である。

## 概要
1952年（昭和27年）頃、新潟には山も平野も海も大きな自然がある、だが「大県新潟」にゴルフ場がないのはおかしいと焦り始めたのがゴルフ族だった、新潟のゴルフの歴史は遅れてやってきた。1954年（昭和29年）、小針・有明海岸にゴルフ練習場を造ったのが大森健治（後・新潟ゴルフ倶楽部二代目社長）だった。1956年（昭和31年）、新潟商工会議所の和田閑吉が新潟競馬場内に3ホールのゴルフ場を造成した。
地域振興のためと新潟県が動き、ゴルフ場建設を企画し、建設用地として弥彦・新発田に適地探しを始め、村上市の岩船海岸を候補地と決めた。候補地に「新潟ゴルフ場建設予定地、1957年（昭和32年）6月オープン」の看板まで立てた。しかし、1955年（昭和30年）10月1日の新潟大火で、ゴルフ場建設どころではなくなり、計画は頓挫してしまった。
1957年（昭和32年）5月、望むゴルフ場建設用地にめぐり逢った、巻町峰岡の弥彦山を望むことが出来る9万坪の土地で、長岡藩の支藩三根山藩の調錬場だった。1958年（昭和33年）4月、コース設計を丸毛信勝に依頼し、コース造成工事を着工し、同年10月1日、アウトコース6ホールで仮開場された、株主たちが待ちきれなかったからである。1959年（昭和34年）春、残された3ホールが完成し、アウトコース9ホールが完成した。
1960年（昭和35年）6月、インコース9ホールが完成し、計18ホール規模のゴルフ場が完成した。インコースは難ホールで、高低差130メートルの片流れの斜面で、改造工事を11年間で5回も行われた。最も恐れられたのが15番ホールの「軍艦」で、2段のフェアウェイと千早城攻めといわれた砲台グリーンも穏やかになり、18番グリーンの身の丈を没するアリソンバンカーも姿を消した。

## 所在地
〒953-0075 新潟県新潟市西蒲区峰岡744番地

## コース情報
- 開場日 - 1958年10月1日
- 設計者 - 丸毛 信勝
- 面積 - 520,000m2（約15.7万坪）
- コースタイプ - 林間コース
- コース - 18ホールズ、パー72、6,555ヤード、コースレート70.8
- フェアウェー - コウライ
- ラフ - ノシバ
- グリーン - 1グリーン、ベント
- ハザード - バンカー69、池が絡むホール4
- ラウンドスタイル - 全組キャディ付き、歩いてラウンド、5人乗り乗用カート使用可、1組4人原則、状況によりツーサム可
- 練習場 - 29打席200ヤード
- 休場日 - 12月31～1月1日[2][3]

## クラブ情報
- ハウス面積 - 1,980m2（598.9坪）
- ハウス設計 - 株式会社 堤建築設計事務所
- ハウス施工 - 清水建設株式会社[2][3]

## ギャラリー
- コース - 「新潟ゴルフ倶楽部」、コース案内、2021年5月24日閲覧
- ハウス - 「新潟ゴルフ倶楽部」、館内案内、2021年5月24日閲覧

## 交通アクセス
- 鉄道 - 越後線（JR東日本） - 巻駅より タクシー利用約10分[4]
- 道路 - 北陸道 - 巻潟東ICより 9Km 約15分[4]

## 関連文献
- 『ゴルフ場ガイド 東版』、2006-2007、「新潟ゴルフ倶楽部」、東京 ゴルフダイジェスト社、2006年5月、2021年5月24日閲覧
- 『美しい日本のゴルフコース BEAUTIFUL GOLF CULTURE IN JAPAN 日本のゴルフ110年記念 ゴルフは日本の新しい伝統文化である』、ゴルフダイジェスト社「美しい日本のゴルフコース」編纂委員会編、「県は地域振興のためのゴルフ場建設を企画。だが、新潟大火で一時挫折」、東京 ゴルフダイジェスト社、2013年12月、2021年5月24日閲覧